# Hypohelion durum
Hypohelion durum är en svampart som beskrevs av Y.R. Lin, C.L. Hou & S.J. Wang 2004. Hypohelion durum ingår i släktet Hypohelion och familjen Rhytismataceae.   Inga underarter finns listade i Catalogue of Life.